# آکیولوس ریفت
آکیولوس ریفت (انگلیسی: Oculus Rift) یک نمایشگر سربند واقعیت مجازی است که توسط آکیولوس وی‌آر در ۲۸ مارس ۲۰۱۶ به بازار عرضه شد. این شرکت برای توسعهٔ ریفت ۲۲٫۴ میلیون دلار امریکا بودجه گردآوری کرد تا این که توسط فیسبوک خریداری شد.

## نگارخانه

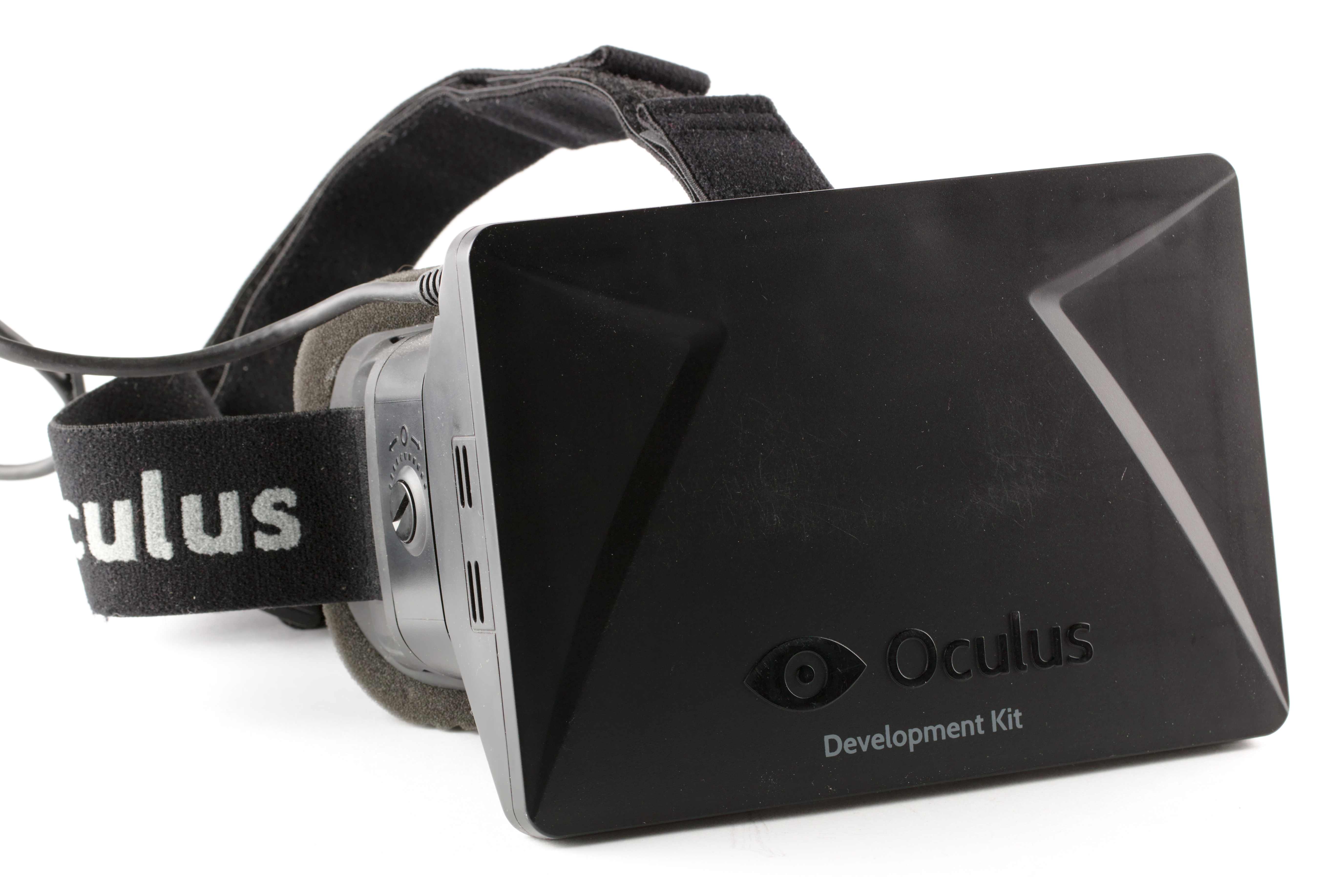
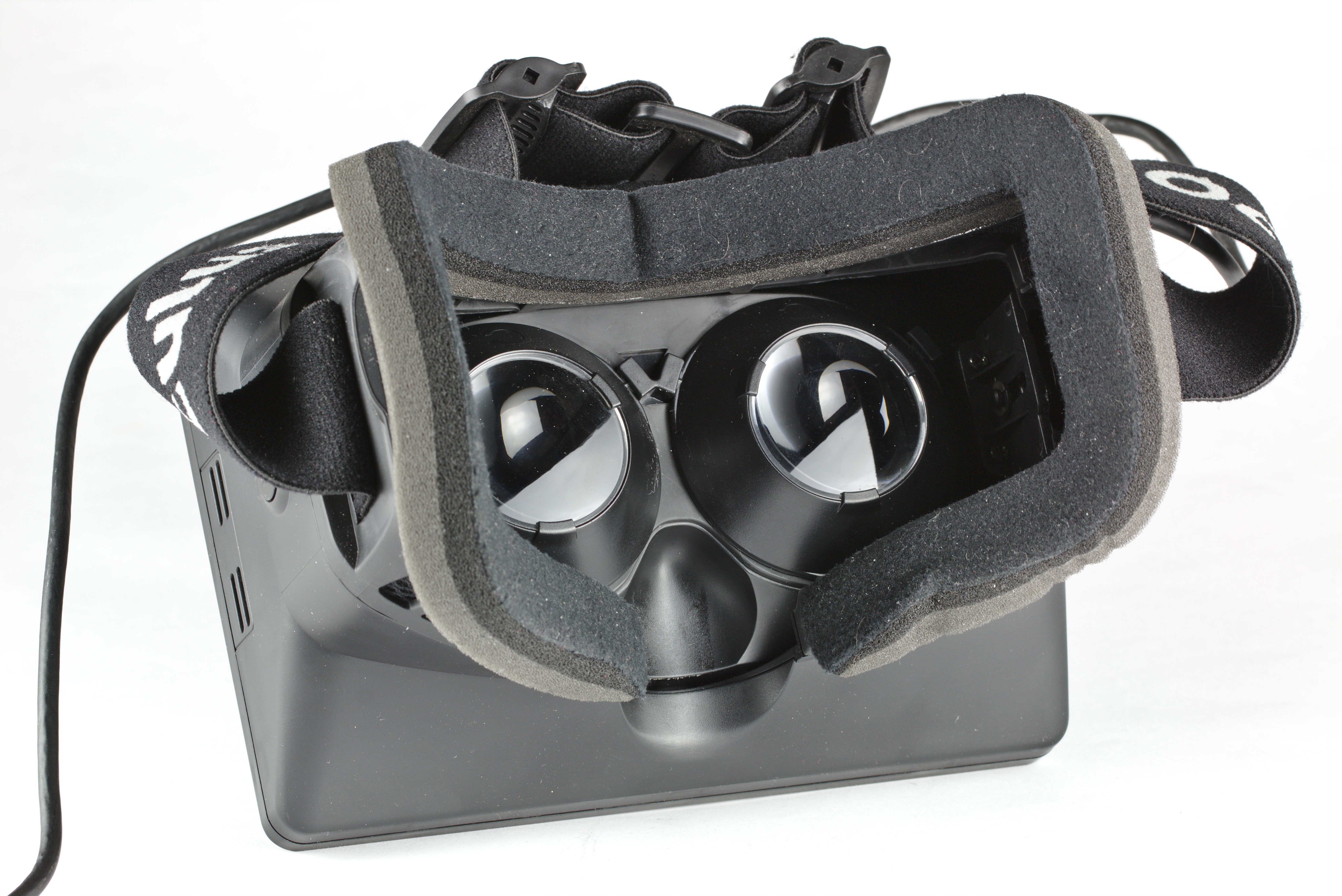
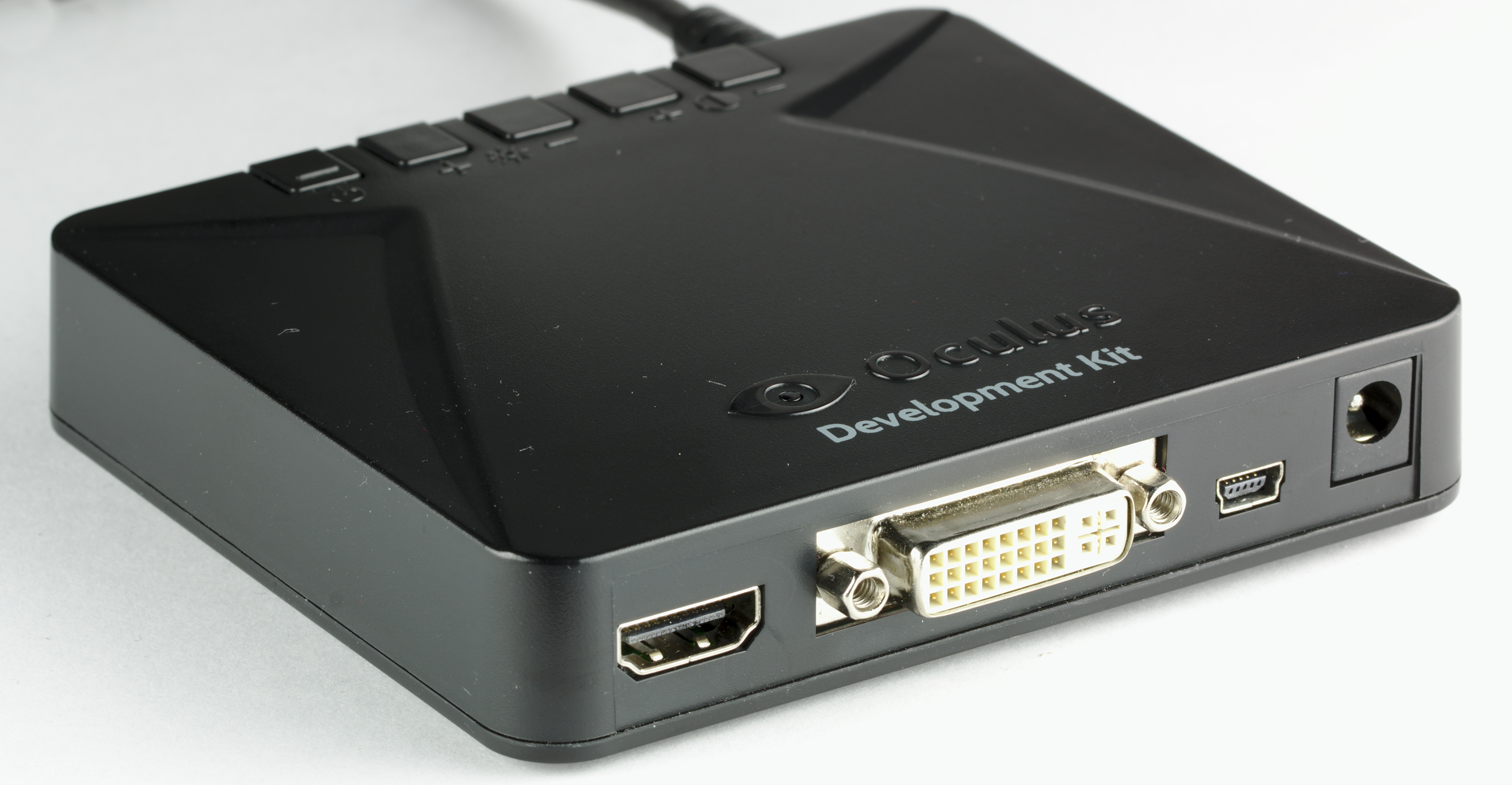